# Battaglia di São Vicente
La battaglia di São Vicente fu un combattimento navale minore che ebbe luogo al largo di Sao Vincente, nel Brasile portoghese il 3 febbraio 1583, nel corso della guerra anglo-spagnola, tra un gruppo di tre navi inglesi (tra cui due galeoni) e tre galeoni spagnoli. Gli inglesi al comando di Edward Fenton non erano riusciti ad entrare nel Pacifico e quindi tentarono di commerciare al largo del Brasile portoghese dove vennero però intercettati da uno squadrone spagnolo al comando del commodoro Andrés de Equino. Dopo una battaglia interrotta da una pesante pioggia, gli spagnoli risultarono sconfitti con un galeone affondato ed un altro pesantemente danneggiato, oltre a pesanti perdite di vite. Fenton quindi riprese il proprio commercio nell'area ma con ben poco successo e decise quindi di tornare in Inghilterra.

## Antefatto
Nel giugno del 1582 dopo un notevole ritardo dovuto alla stagione, una spedizione inglese decise di partire alla volta del Mar Cinese meridionale passando per il Capo di Buona Speranza in un viaggio esplorativo. Il loro comandante era il capitano Edward Fenton a bordo della Leicester (ex galeone Bear) con secondo in comando Sir William Hawkins Jr (nipote di sir John Hawkins). Fenton aveva nel suo gruppo poi la Edward Bonaventure al comando di Luke Warde, la pinaccia Elizabeth al comando di Thomas Skevington e la barca Francis al comando di John Drake (nipote di Sir Francis Drake). Il cappellano della flotta, Richard Madox, tenne il resoconto di tutti gli eventi del viaggio in un diario.
L'11 dicembre 1582 Fenton giunse al largo del Brasile portoghese, dal momento che per giungere in Asia si era deciso a bordo di variare i piani passando per lo Stretto di Magellano anziché per il Capo di Buona Speranza. Il 17 dicembre, dopo essere sbarcati brevemente per rifornirsi, gli inglesi avvistarono e catturarono una barca spagnola, la Nuestra Señora de Piedad. La nave proveniva dal Río de la Plata con a bordo 21 coloni al comando di Francisco de Vera. Dagli spagnoli, gli inglesi seppero della partenza di Pedro Sarmiento de Gamboa da Rio de Janeiro per fortificare lo Stretto di Magellano. Tre giorni dopo gli inglesi rilasciarono la barca catturata ed il 31 dicembre furono in grado di passare lo Stretto prima di Sarmiento. Fenton dopo un'accesa discussione con Hawkins cambiò rotta 
e si diresse a nord verso São Vicente nella speranza di commerciare coi coloni locali. Quella notte ad ogni modo una tremenda tempesta disperse il gruppo e fece perdere le tracce della Francis di John Drake di cui non si seppe mai più nulla.
Il 30 gennaio 1583 Fenton raggiunse la baia di São Vicente con le navi Leicester, Edward Bonaventure e Elizabeth, ed iniziò a parlare coi residenti portoghesi presso Santos. Il commercio venne rifiutato sulla base del che il Portogallo si trovava ora in unione con la Spagna.

## La battaglia

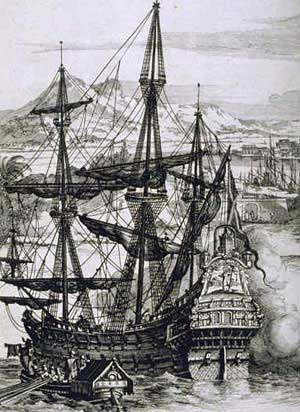
Un tipico galeone spagnolo

Il 3 febbraio tre galeoni spagnoli (il San Juan Bautista, la Santa María de Begona e la Concepción), entrarono nella baia di São Vicente. Questi si erano distaccati dalla flotta di Diego Flores Valdez (vicecomandante per Sarmiento) all'Isola di Santa Caterina per fare ritorno a Rio de Janeiro. Guidate dal commodoro Andrés de Equino, le navi trasportavano anche alcuni feriti e malati della spedizione spagnola. Questi sapevano della presenza degli inglesi lungo il loro percorso e ne erano stati informati dalla Piedad che gli inglesi avevano fermato e poi rilasciato.
Alle 23.00, col chiarore della luna, Equino era pronto a battagliare contro le tre navi inglesi. Gli inglesi vennero sorpresi in quanto gli spagnoli si erano loro avvicinati col favore della notte. La tattica di attacco spagnola all'epoca era quella di cercare di ancorare la nave nemica e di assaltarla., mentre quella inglese preferiva colpire il nemico preventivamente con l'uso della propria potenza di fuoco per costringerlo alla resa.
La Leicester fu la prima nave che aprì il fuoco. Le navi spagnole vennero respinte e quindi pensarono di andare oltre la Leicester e di dedicarsi alla Edward Bonaventure. Gli spagnoli vennero nuovamente respinti sotto il pesante fuoco dei cannoni inglesi. Il combattimento proseguì sino alle 4.00 quando una pesante pioggia torrenziale interruppe la battaglia. Gli spagnoli cessarono quindi il fuoco.
Entrambe le parti non realizzarono i danni alle loro navi sino all'alba: gli inglesi videro quindi che la nave spagnola Begonia era quasi affondata per i colpi da loro sparati Alle 10.00 i due galeoni di Equino tentarono di attaccare ancora una volta ma vennero respinti dagli inglesi.
Alla fine gli spagnoli, viste le perdite e la mancanza di munizioni, decisero di interrompere la battaglia e si portarono in mare, ritirandosi presso il fiume Santos. Le navi di Fenton erano anch'esse a corto di colpi ma risultarono vittoriose nello scontro.

## Conseguenze
La battaglia costò agli inglesi solo 8 morti e 20 feriti oltre a danni moderati alle navi. An Indian who went aboard the Leicester told Fenton that the Spanish who had landed at Santos further down had suffered heavily. La Begonia affondò dopo la perdita di 32 uomini, mentre il galeone Concepción venne pesantemente danneggiato con più di un centinaio di feriti a bordo. Secondo i resoconti dei locali inoltre gli spagnoli avevano già portato a terra tramite delle barche numerosi feriti.
Le navi di Fenton rimasero a São Vicente per il resto della giornata nella speranza di poter ora commerciare coi portoghesi. Fenton però temeva che nuove navi avrebbero potuto giungere in loco dalla località di Espírito Santo. Col commercio ancora una volta negato, Fenton si rese conto che era impossibile scambiare merci coi portoghesi. A corto di rifornimenti ed in lotta con Hawkins, alla fine si decise a salpare alla volta dell'Inghilterra.
La Edward Bonaventure di Warde si separò dalle altre l'8 febbraio e salpò da sola alla volta dell'Inghilterra. Dopo aver toccato l'Isola di Fernando de Noronha, Fenton invece raggiunse Salvador per fare rifornimenti e poi l'Inghilterra. Richard Maddox morì il 27 febbraio ma il suo diario costituisce ancora oggi un documento eccezionale per l'epoca ed è ancora oggi conservato al British Museum.